# Just Like You (песня)
«Just Like You» — музыкальный сингл канадской рок-группы Three Days Grace. Песня является вторым по счёту синглом в дебютном альбоме группы Three Days Grace. В 2004 году песня стала хитом номер один в чарте Billboard в категории «Альтернативная песня», а также в категориях «Современная рок-песня» и «Популярная мейнстрим рок-песня».

## История
После релиза альбома, Адам, в одном из своих интервью, рассказал о значении песни:

В песне рассказывается о том, как прожить свою жизнь. Когда мы росли, мы видели всё это из первых рядов. Многие из наших друзей были вынуждены родителями или кем-то ещё
делать далеко не то, чего они хотели. Речь идёт о том, что люди вокруг всё время толкают тебя на ненужные тебе вещи, но ты должен этому противостоять.
Оригинальный текст (англ.)"It's about being told how to live your life. When we were growing up, we saw it sort of first hand. A lot of our friends were pushed into doing jobs their parents were telling them to do.
 It's about being pushed around and told how to live your life and standing up for yourself."

## Список композиций
| №  | Название                                 | Автор(ы)                  | Длительность |
| -- | ---------------------------------------- | ------------------------- | ------------ |
| 1. | «Just Like You» (Single Version)         | Адам Гонтьер, Гэвин Браун | 3:06         |
| 2. | «Let You Down»                           |                           | 3:46         |
| 3. | «I Hate Everything About You (Acoustic)» |                           | 3:42         |

## Чарты
| Чарт (2004)                          | Максимальная позиция |
| ------------------------------------ | -------------------- |
| Billboard Hot 100                    | 55                   |
| Billboard Modern Rock Tracks         | 1                    |
| Billboard Hot Mainstream Rock Tracks | 1                    |